# Ждањице (Ходоњин)
Ждањице (чеш. Ždánice) град је у Чешкој Републици. Град се налази у управној јединици Јужноморавски крај, у оквиру којег припада округу Ходоњин.

## Становништво
Према подацима о броју становника из 2014. године град је имао 2.576 становника.